# Chlorophorus nodai
Chlorophorus nodai là một loài bọ cánh cứng trong họ Cerambycidae.